# Prag 16
Prag 16 oder Radotín ist ein Verwaltungsbezirk sowie ein Stadtteil der tschechischen Hauptstadt Prag. Der Verwaltungsbezirk Prag 16 liegt im Südwesten der Stadt und umfasst den Stadtteil Prag 16 sowie die Katastralgemeinden Lipence, Lochkov, Velká Chuchle und Zbraslav. Der Stadtteil Prag 16 ist identisch mit der Katastralgemeinde Radotín.

## Geschichte
Radotín wurde erstmals als Furt an der Berounka in einer Urkunde des böhmischen Königs Vladislav II. schriftlich erwähnt, die zwischen 1156 und 1168 verfasst wurde.
Im Jahr 1967 erhielt Radotín das Stadtrecht, im Jahr 1974 wurde es an Prag angeschlossen und 1990 zu einem selbstständigen Stadtteil. Seit 1997 besteht eine Partnerschaft mit Burglengenfeld.

## Verkehr
Der Bahnhof Praha-Radotín liegt an der Strecke Praha–Plzeň (171), auf der die Schnellbahnlinie S7 verkehrt. An der Berounka befindet sich kurz vor dem Zusammenfluss mit der Moldau ein Lastenhafen. Die Berounka entlang verläuft ein Radweg mit Abzweigung nach Zbraslav.

## Sport
Radotín ist in der Lacrosse-Szene weltweit bekannt. Seit 1986 wird beim LCC Radotín bereits Lacrosse gespielt (insbesondere Box-Lacrosse). Jährlich versammeln sich zum Aleš Hřebeský Memorial Teams aus aller Welt, um dort im größten Turnier außerhalb Nordamerikas gegeneinander zu spielen. 
Der lokale Verein LCC Radotín gewinnt regelmäßig die Meisterschaft der NBLL (National Box Lacrosse League). 2023 steht zum ersten Mal mit den Spreewölfen Berlin auch ein deutscher Verein in den Final Four der Liga. 

## Galerie

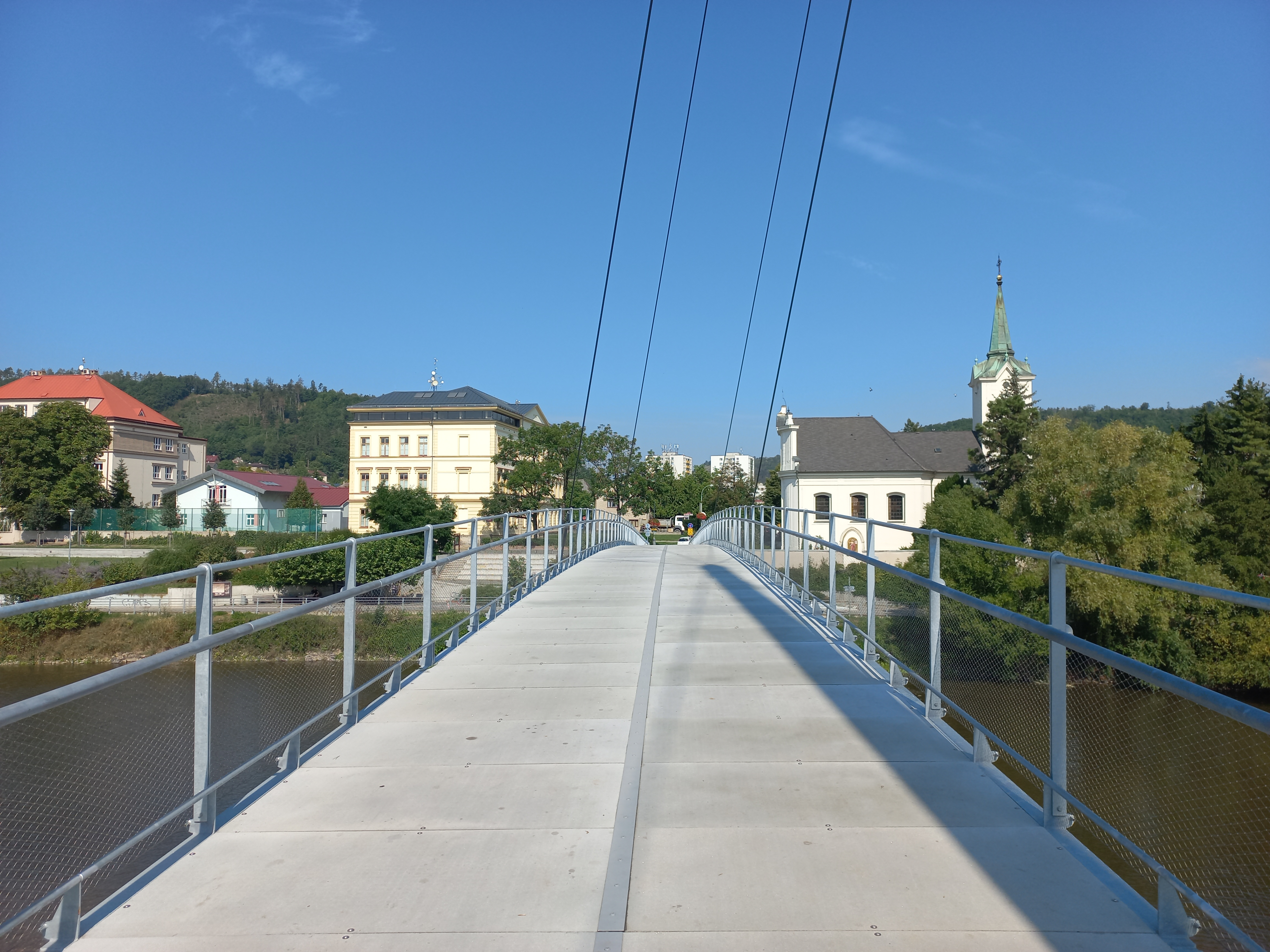
Schulgebäude und die Kirche St. Peter und Paul von der Fußgängerbrücke über Berounka
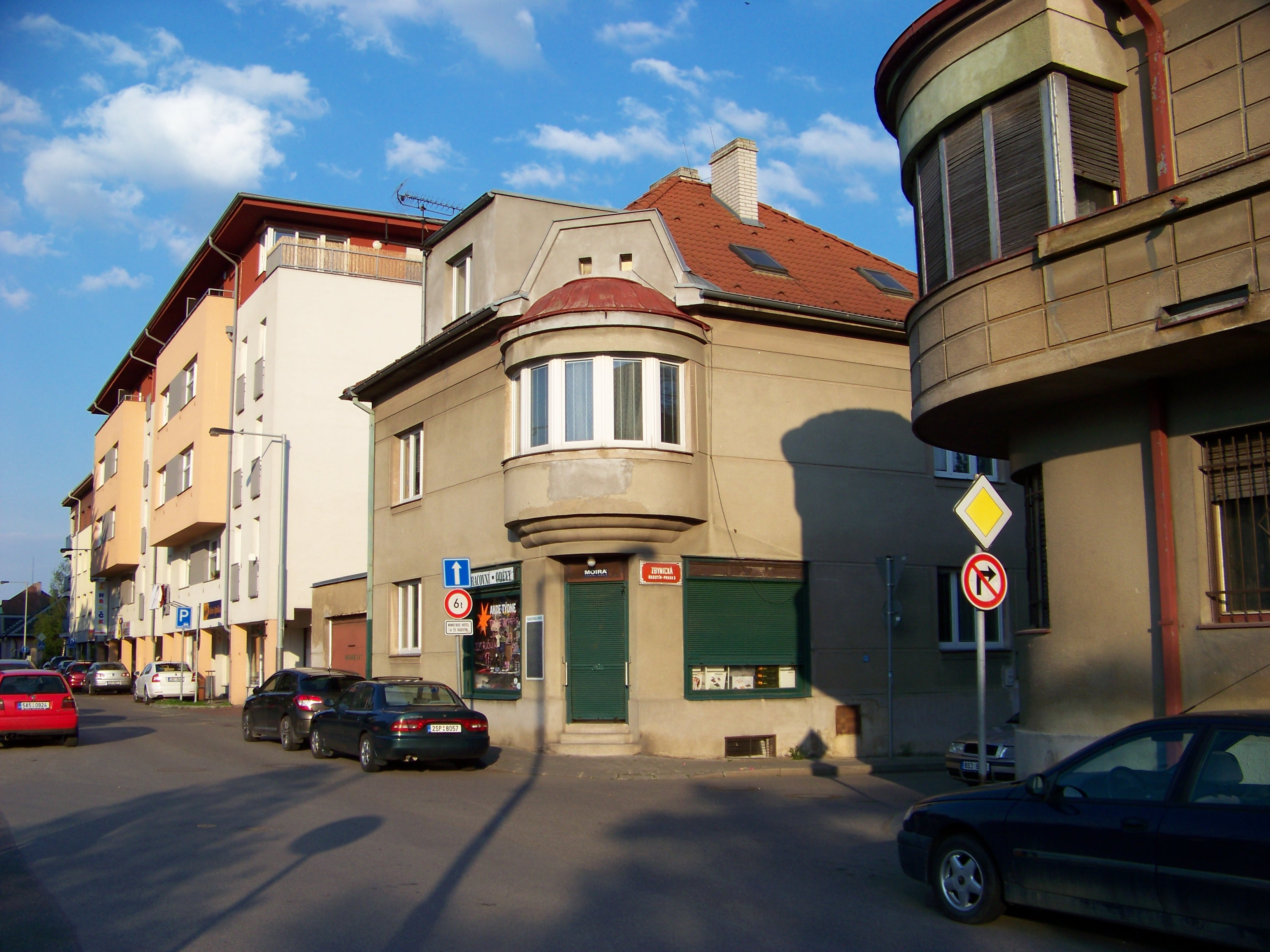
Věštínská-Straße im Zentrum von Radotín
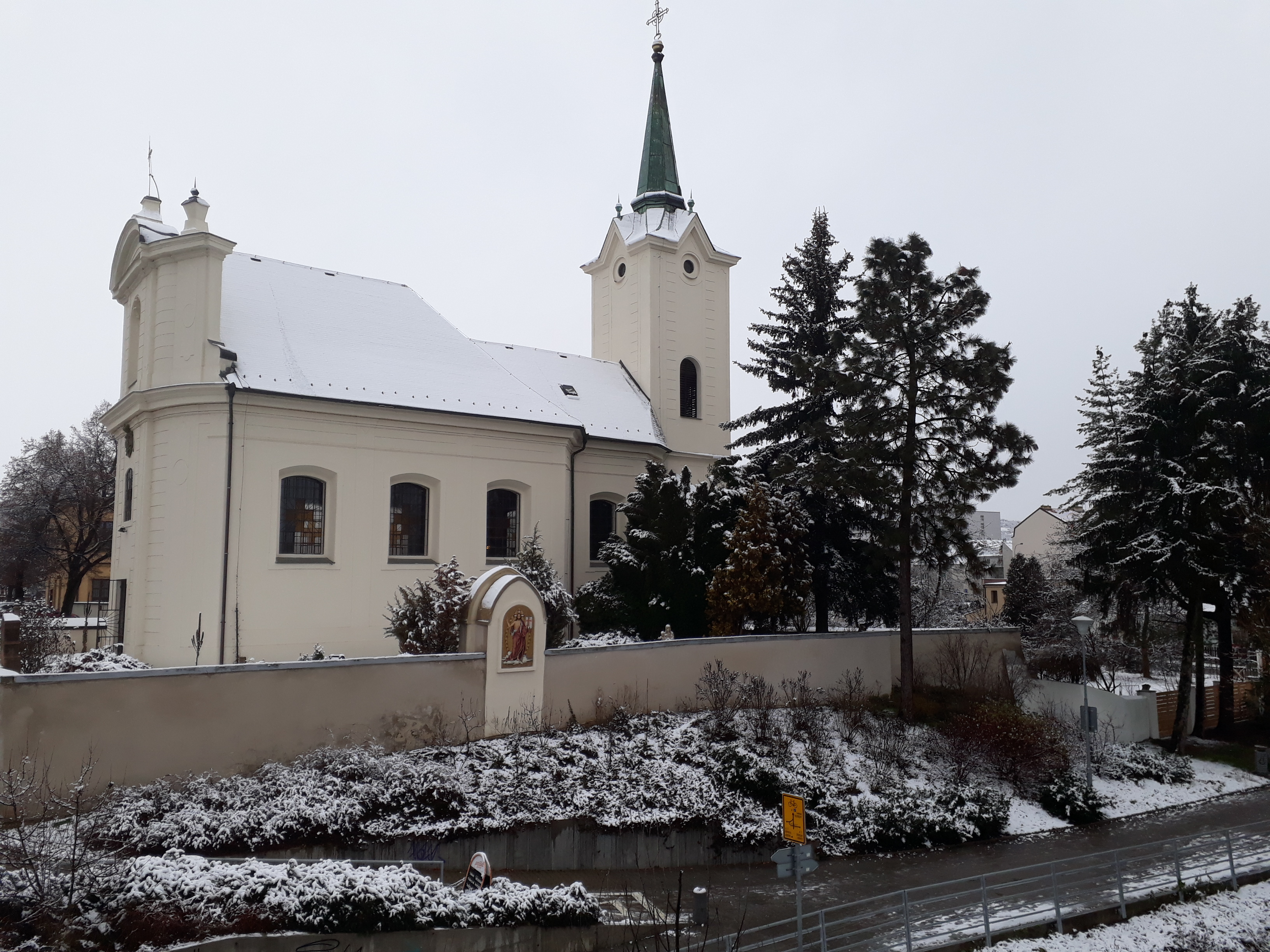
Kirche St. Peter und Paul im Winter
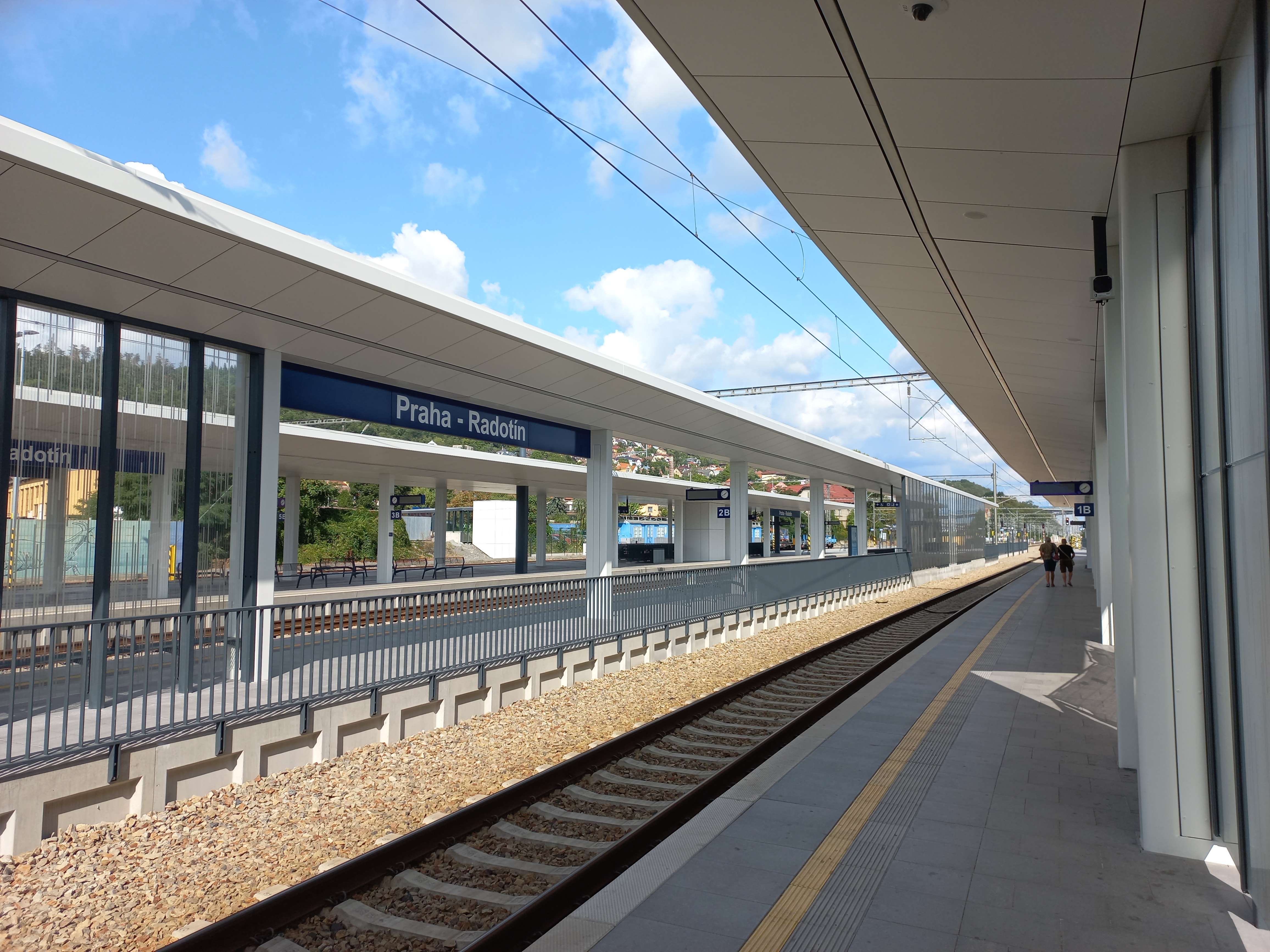
Bahnhof Prag-Radotín
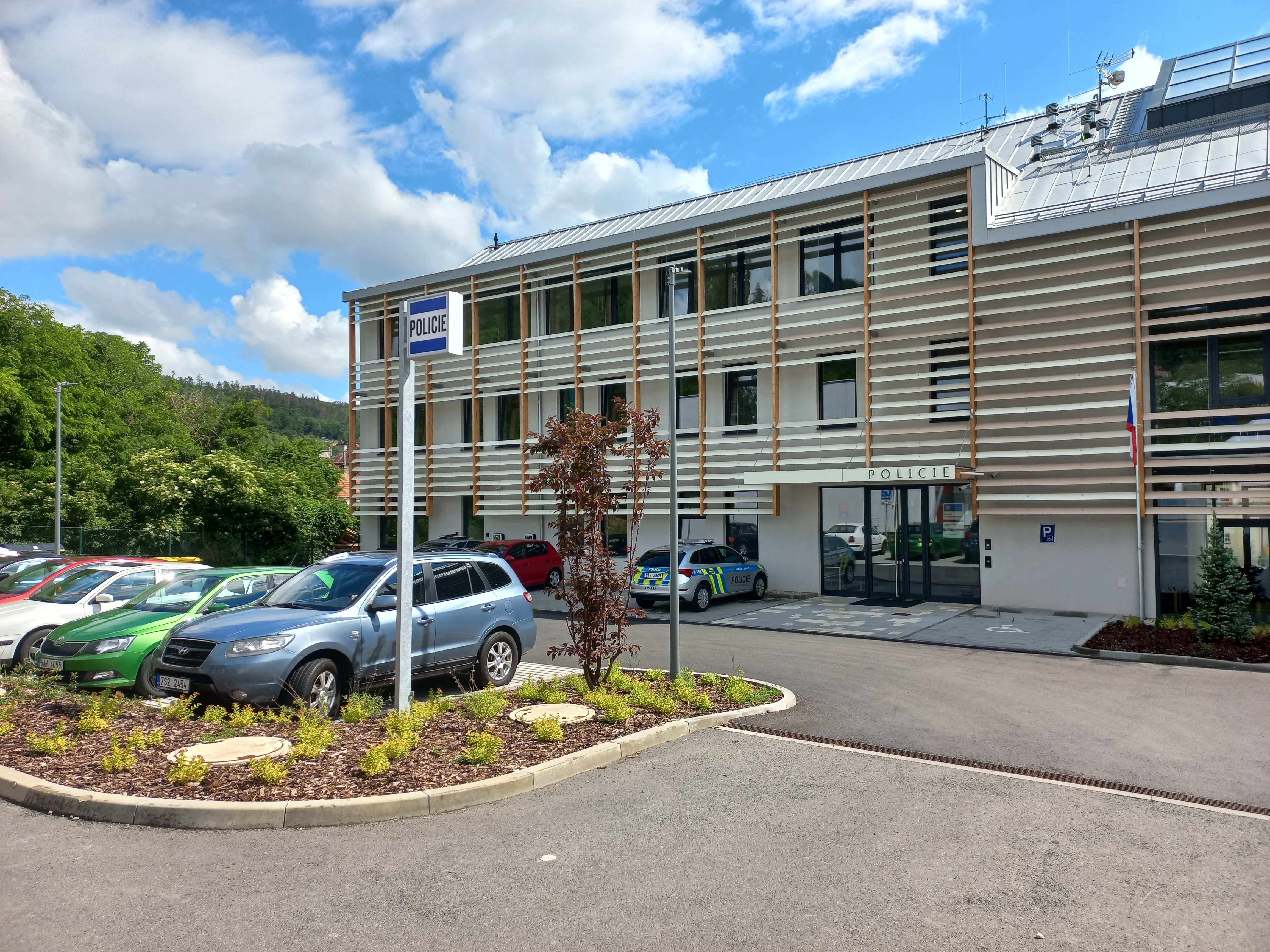
Polizeistation
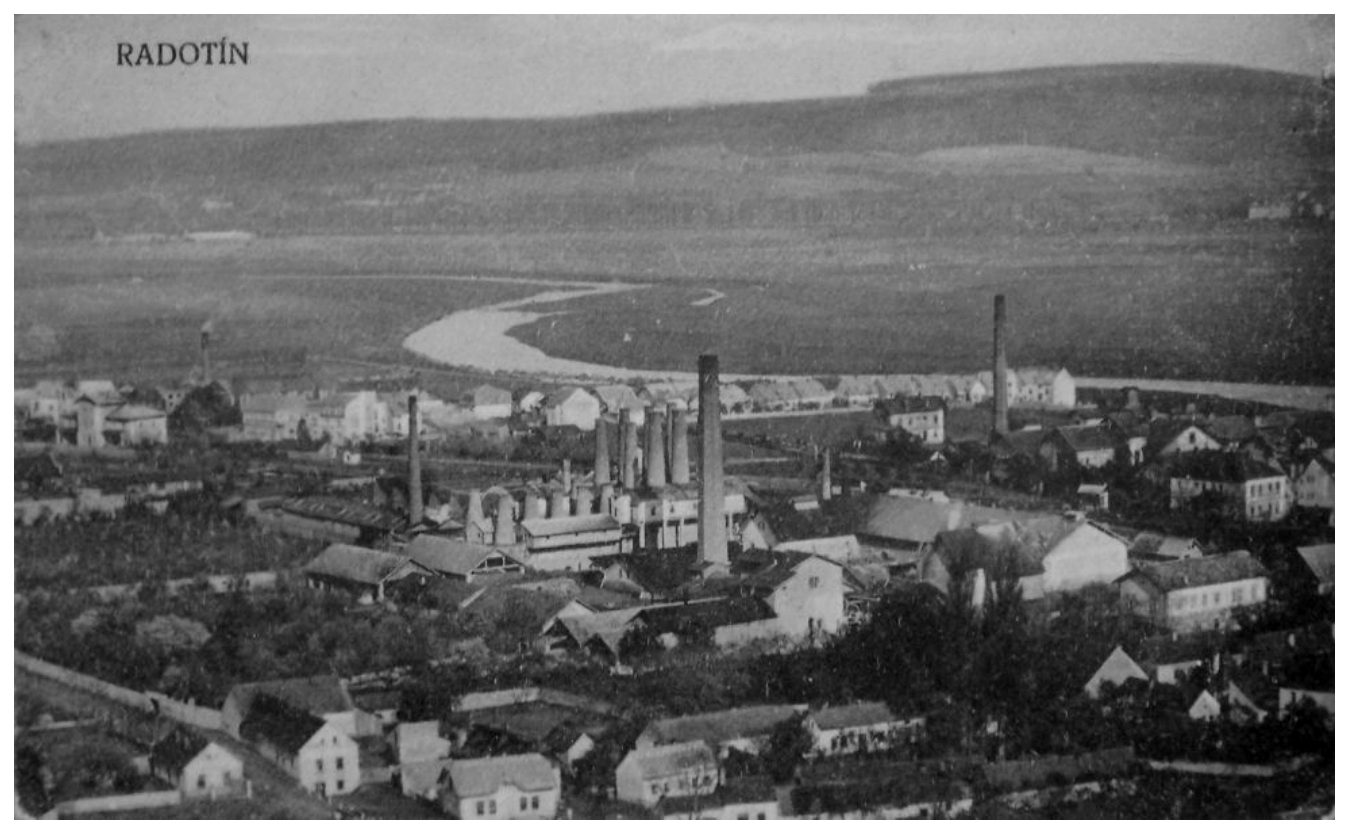
Radotín im Jahr 1920